# Hot swapping
Hot swapping a hot plugging jsou v informatice označení pro možnost nahrazení či připojení elektronických součástí počítačového systému bez nutnosti jeho vypnutí (tedy výměna za provozu), což poskytuje služby bez přerušení běhu systému. Výraz hot swapping označuje výměnu nějaké součásti (například z důvodu závady), zatímco výraz hot plugging označuje přidání komponent, které rozšíří systém (též bez přerušení provozu). K přidanému zařízení je obvykle nutné nejprve nainstalovat ovladač a pak jej aktivovat, pak je možné zařízení používat. Příkladem jsou zařízení připojovaná na sběrnici USB, která slouží k připojení počítačové myši, klávesnice, tiskárny, ale i pevného disku.
U serverů bývá Hot swapping rozšířen i na napájecí zdroje, pevné disky, síťové karty, RAM, procesory nebo základní desky. Architektura moderních serverových clusterů umožňuje měnit i celé servery za plného provozu.

## Důvody pro hot swapping
Hot swapping se používá tehdy, když je žádoucí změnit konfiguraci nebo opravit funkční systém bez přerušení provozu. To může být jen z důvodu pohodlí, aby se zabránilo zpoždění a nepříjemnosti vypnutí a pak restartování složitého zařízení, nebo proto, že je nezbytné, aby zařízení bylo trvale k dispozici. Hot swapping může sloužit k tomu, aby byla přidána nebo odebrána periferie nebo součást, aby zařízení mohlo synchronizovat data s počítačem nebo aby byly vadné moduly nahrazeny bez přerušení provozu zařízení.
Zařízení může být navrženo s redundancí, takže v případě selhání komponenty ostatní části systému plní své funkce, zatímco jsou vadné komponenty vyměňovány. Například počítačová RAID disková pole umožňují vadný disk vyměnit za nový; ten je nakonfigurován tak, aby se stal součástí pole buď automaticky nebo po příkazu uživatele. Stroj může mít zdvojený systém napájení, z nichž každý sám stačí pro provoz stroje; pokud je jeden vadný, může být nahrazen.
Výměna za provozu může také být používána jako prostředek k obcházení bezpečnostních opatření proti výkonu nepodepsaného kódu; příkladem je herní konzole Xbox.

## Systémové požadavky
Stroje, které podporují funkci hot swapping, musí být schopny se přizpůsobit změněné konfiguraci. Buď automaticky, když detekují změnu, nebo na příkaz uživatele. Veškeré elektrické a mechanické spoje související s hot swappingem musí být navrženy tak, aby při připojování a odpojování nebylo elektricky ohroženo zařízení, software nebo uživatel. Ostatní komponenty v systému musí být navrženy tak, aby dovolené odstranění komponenty za chodu nenarušilo provoz.